# Friars Point
Friars Point è una città (town) degli Stati Uniti d'America, situata nella contea di Coahoma, nello Stato del Mississippi.
Fa parte della Mississippi Blues Trail, l'istituzione che annovera i luoghi più significativi legati al genere musicale.